# Madoryx didyma
Madoryx didyma är en fjärilsart som beskrevs av Gmelin 1790. Madoryx didyma ingår i släktet Madoryx och familjen svärmare. Inga underarter finns listade i Catalogue of Life.